# اچ‌ام‌ای‌اس بوون
اچ‌ام‌ای‌اس بوون (به انگلیسی: HMAS Bowen) یک کشتی بود که طول آن ۱۸۶ فوت (۵۷ متر) بود. این کشتی در سال ۱۹۴۲ ساخته شد.